# Tel Aviv (distrito)

Localização do Distrito de Tel Aviv no território israelense

O distrito de Tel Aviv ou Telavive é um dos seis distritos administrativos de Israel com uma população de 1,35 milhões de habitantes, sendo 98,9% de judeus 1,1%  árabes (0,7% muçulmanos, 0,3% cristãos).
A capital, e maior cidade do distrito, é Tel Aviv, a área metropolitana criada pelo distrito de Tel Aviv e por suas cidades vizinhas é chamada de Gush Dan.

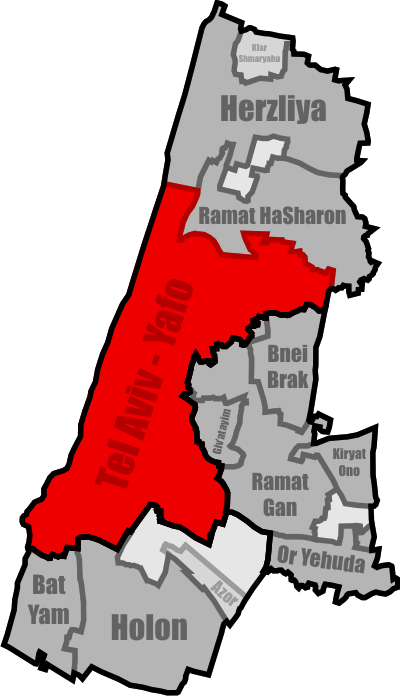
Mapa do distrito.

## Sub-regiões administrativas
| Cidades | Conselhos locais        |
| --- | ----------------------- |
| - Tel Aviv - Bat Yam - Bene Beraq - Givatayim - Herzliya - Holon - Jafa - Or Yehuda - Qiryat Ono - Ramat Gan - Ramat HaSharon | - Azor - Kfar Shmaryahu |